# San Carlos (novela)
San Carlos es escrito por Jules Verne, probablemente alrededor de 1856. Pero no se publicó hasta 1993.

## Sinopsis
San Carlos y su banda de contrabando cigarros. Francis Dubois, jefe de las aduanas, se mezcla con las tropas. Sin embargo, los contrabandistas desembocar en la frontera. Sorprendido por las costumbres, pueden transmitir sus bienes a través de su barco aparejado.

## Personajes
San Carlos, jefe de los contrabandistas españoles.
Jacopo, un miembro de la banda.
Fernando, miembro de la banda.
Cornedoux, conductor de la cisterna del lago de Gaube.
Francisco Dubois, de brigada francesa de las aduanas. Él pretende ser un agricultor de San Carlos.
Urbano, un exoperador.